# Mo Bakker
Mo Bakker (2 juli 2006) is een Belgisch acteur. Hij speelde Jules in de films De Familie Claus, De Familie Claus 2 en De Familie Claus 3. Verder was hij ook te zien in onder andere Niet schieten en Zie mij graag. 

## Biografie
Mo is een zoon van Nederlands acteur Kuno Bakker en Vlaams actrice Jolente De Keersmaeker. Zijn oudere broer Kes Bakker is ook actief als acteur. In de televisieserie Zie mij graag speelden ze samen twee broers. Hij is een neef van choreografe Anne Teresa De Keersmaeker. 